# 1-я Рыбинская улица
Пе́рвая Ры́бинская у́лица — улица, расположенная в Восточном административном округе города Москвы на территории района Сокольники.

## История
Улица получила своё название в XIX веке по протекавшей поблизости реке Рыбинке.

## Расположение
1-я Рыбинская улица проходит от улицы Лобачика над Митьковским тоннелем Третьего транспортного кольца на северо-запад вдоль путей Митьковской соединительной ветви Рязанского направления Московской железной дороги, поворачивает на северо-восток и проходит до Третьего транспортного кольца. Далее от Третьего транспортного кольца 1-я Рыбинская улица, к которой в этом месте с юго-востока примыкает 2-я Рыбинская улица, проходит на северо-восток, с юго-востока к ней примыкает 3-я Рыбинская улица, 1-я Рыбинская улица отклоняется к северу и проходит до улицы Сокольнический Вал, за которой продолжается как Поперечный просек. Проезда между двумя частями улицы через Третье транспортное кольцо нет. Нумерация домов начинается от улицы Лобачика.

## Примечательные здания и сооружения
По нечётной стороне:
По чётной стороне:

## Транспорт

### Автобус
- 40: от 3-й Рыбинской улицы до улицы Сокольнический Вал и обратно.
- 265: от улицы Сокольнический Вал до Третьего транспортного кольца.
- с633: от улицы Сокольнический Вал до 3-й Рыбинской улицы и обратно.

### Метро
- Станция метро «Сокольники» Сокольнической линии и «Сокольники» Большой кольцевой линии (соединены переходом) — восточнее улицы, на Сокольнической площади.
- Станция метро «Красносельская» Сокольнической линии — юго-восточнее улицы, на пересечении Верхней Красносельской, Нижней Красносельской и Краснопрудной улиц.